# Фритата
Фритата је италијански јело на бази јаја слично омлету или кишу или кајгани, обогаћено додатним састојцима као што су месо, сиреви и поврће. Реч фритата је италијанска и отприлике се преводи са „пржено“.

## Историја
Италијанска реч фритата потиче од речи friggere која значи „пржити“. Ово је првобитно био општи термин за пржење јаја у тигању, у спектру: од пржених јаја, преко конвенционалног омлета, до италијанске верзије шпанског омлета, направљеног са прженим кромпиром. Изван Италије, фритата се сматрала еквивалентом „омлета“ барем до средине 1950-их.
У последњих педесет година фритата је постала израз за варијацију коју Делија Смит описује као „италијанску верзију омлета“. Када се користи у овом смислу, постоје четири кључне разлике од конвенционалног омлета:
- Увек постоји[тражи се извор] најмање један необавезан састојак, а такви састојци се комбинују са умућеном смешом јаја док су јаја још увек сирова[3] [4] уместо да се постављају преко скоро испржене смеше јаја пре него што се пресавије, као у конвенционалном омлету.[5]
- Јаја се могу снажно тући како би се у њих убацило више ваздуха од традиционалних сланих омлета, како би се омогућило дубље пуњење и ваздушаст резултат.
- Смеша се пече на врло лаганој ватри, спорије од омлета, најмање пет минута, обично 15, док се доња страна не испече, а врх још увек буде течан.[2] [6]
- Делимично кувана фритата није пресавијена да затвори њен садржај попут омлета, већ се или окреће у потпуности, [7] или кратко пече на жару под интензивним роштиљом да се испече горњи слој, или се пече око пет минута.[8]

## Састојци
Фритата подсећа на класичан омлет, једино што се састојци мешају са умућеним јајима па онда пеку, и на крају се запеку у рерни. Може да се служи у тигању или да се преврне на већи тањир. састојци фритате су:
Јаја: обавезно

Поврће: блитва, спанаћ, црни лук, тиквице, парадајз, паприка, шпаргла, празилук, кромпир, броколи

Сир: качкаваљ, пармезан, рикота, моцарела, Фета, бели сир

Месо: сланина, шунка, суво месо, кобасице

Зачини: влашац, оригано, першун, мајчина душица

Печурке

Скувана тестенина

## Рецепти и карактеристике
Фритата не сме да буде танка, прави се од 4, 5 или 6 јаја, у које се дода стругани пармезан, бибер, со. У тигањ или тепсију се на уљу испржи црни лук, сецкана црвена паприка, броколи, сланина, прелије се јајима и промеша. Могу се додати комадићи моцареле, фете или козјег сира, и још неко поврће (спанаћ, зеље, карфиол...). Када се испече, окрене се или запече у рерни.
Фритата се може јести за доручак или лагани ручак, а може се и спаковати за успут.
Сматра се здравим и нутритивно вредним оброком.